# 高泰
高 泰（こう たい、生没年不詳）は、五胡十六国時代の人物。字は子伯。本貫は渤海郡蓨県。祖父は西晋の玄菟郡太守高隠。父は後燕の司空高慶。子に高韜・高湖がいる。西晋の尚書郎高瞻の従子であり、前燕の昌黎郡太守高開の従弟。後漢の太子太傅高裒の末裔であると記録されているが、これは北魏の中国化によるもので元は鮮卑族の出身である。

## 出自
渤海高氏は、斉の呂尚の六世の孫である文公の曾孫の高傒の末裔であり、後漢で渤海太守となった高洪が家祖とされる。その四世の孫（玄孫）の高裒は順帝の太子太傅になった。高裒の玄孫の高納が魏に仕え、その孫の高隠が西晋末期に玄菟郡太守となった。

## 生涯
前燕に仕え、車騎従事中郎に任じられた。
369年11月、呉王慕容垂は国権を掌握していた太傅慕容評と対立し、前秦に亡命した。高泰は慕容垂の寵臣であった事から、連座して免官となった。
尚書右丞申紹は慕容評へ「今、呉王（慕容垂）が出奔したことで、外ではあちこちでその事（慕容評と慕容垂の確執）が言いはやされています。王の僚属（慕容垂の側近）の中で賢なる者を昇進させ、いらぬ噂を消し去るべきです」と勧めると、慕容評は「誰にすべきか」と問うた。申紹は「高泰がもっとも適任です」と答えたので、慕容評は高泰を尚書郎に任じた。
前秦の黄門郎石越が使者として到来すると、慕容評は前燕の富盛を誇示する為、盛大にもてなした。高泰は太傅参軍劉靖と共に慕容評へ「石越という人物は、その言は出鱈目であり、その目は遠くしか見ておりません。あれは友好の使者ではなく、我が国の隙を見つけに来たのでしょう。ここは軍事訓練を派手に見せ、奴らの意気を喪失させるべきかと。豪奢な様を見せつけているだけでは、益々我らを侮ることでしょう」と進言したが、慕容評は従わなかった。高泰は失望し、病気と称して職を辞した。
372年8月、前秦の陽平公苻融は無断で学校を建造した事で役人より弾劾を受けたので、主簿李纂を首都の長安へ派遣してこの件について弁明させようとしたが、李纂は憂懼のあまり道中で亡くなってしまった。その為、苻融は申紹へ｢誰を使者とすべきであろうか」と問うと、申紹は「燕の尚書郎高泰は弁舌に優れて度胸を有し、その智謀・見識は深いものがあります。使者とすべきかと」と答えた。
以前より、前秦の丞相王猛や苻融は幾度も高泰を招いていたが、高泰は一度も従わなかった。しかし、ここに至って苻融が高泰へ「君子とは人の急を救うものだといいます。卿はどうか辞退なされぬよう」と請うと、高泰は遂にこれに応じて長安へ向かった。
長安に到着すると、王猛は面会するなり笑って「高子伯は今になって来られたが、どうしてかくも遅かったのか」と問うと、これに高泰は「罪人が来て刑を受けるのに、どうしてその遅速を問いましょう」と答えた。これに王猛は「何を言わんとするのか」と問うと、高泰は「昔、魯の僖公は宮を分けた事をもって称賛を受け、斉の宣王は食糧を振舞った事をもって名声を得たものですが、今、陽平公は斉・魯を追従して学校を開建しておりますが、未だそれについて褒賞を受けたとは聞いておらず、それどころか役人の弾劾を患うところとなっております。明公（王猛）は聖朝を補佐される立場にありながらこのようになさっていては、下吏（自分の事）がどうして罪を逃れることが出来ましょうか！」と訴えた。これに王猛は「我の過ちであったな」と述べた。こうして苻融の疑いは解かれたという。
王猛は嘆息して「高子伯をどうして陽平の吏で終わらせてよいだろうか！」と述べ、苻堅へ彼の事を推挙した。その為、苻堅は彼を召し出して共に語り合うと、その人となりを大いに喜び、彼へ統治の基本の何たるかを問うた。これに高泰は「統治の基本は人を得ることにあります。人を得るには審挙（よく見定めて選挙すること）です。審挙こそが核心であります。官があっても人を得られなければ、国家は治まりますまい」と答えた。苻堅はこれを聞いて「言葉は簡潔明瞭であるが、その理は十分に深いものであるな」と感心し、尚書郎に任じようとした。だが、高泰は州に還ることを固く願うと、苻堅に許された。高泰は幽州に帰還すると、征東府官の参軍となった。
383年、苻堅は江南征伐を敢行したが、淝水の戦いで歴史的大敗を喫してしまい、前秦に服属していた諸部族の謀反を引き起こしてしまった。
384年2月、高泰は元前燕の臣下であった事から、征東府官より造反を疑われてしまった。その為、彼は災いを避けるため、やむなく同郡の虞曹従事呉韶と共に郷里の勃海へ逃げ帰った。この時、呉韶は高泰へ「燕軍は近く肥郷にいる。卿はこれに従うべきであろう」と勧めたが、高泰は「我は禍を避けたいだけである。一君を去って別の君に仕えるなど、そのような真似は出来ぬ」と拒絶した。これを聞いた申紹は「去就においても道に則っている。これこそ君子というべきである」と感嘆したという。
その後の動向は不明であるが、『魏書』によると慕容垂に従って吏部尚書に任じられたという。